# フェンブフェン
フェンブフェン (Fenbufen) は、変形性膝関節症、強直性脊椎炎、腱炎等による炎症の治療に用いられる非ステロイド性抗炎症薬である。腰痛、捻挫、骨折等の症状にも用いられる。Cepal、Cinopal、Cybufen、Lederfen、Reugast等の商標名で、カプセルまたは錠剤として販売される。
シクロオキシゲナーゼ (COX) を阻害し、IC50値はCOX-1で3.9μM、COX-2で8.1μMである。フェンブフェンを基礎として、よりCOX-2への選択性の高い誘導体も合成されている。
また、キノロン系薬物との相互作用が報告された、最初のNSAIDsでもある。